# 서문대로
서문대로(西門大路, Seomun-daero)는 광주광역시 남구 이장동 건덕터널과 주월동 백운 교차로를 잇는 광주광역시의 도로이다. 동문대로, 남문로, 북문대로와 함께 광주로 진입하는 4대 관문 역할을 하는 도로이며 서광주 방향 진입도로이기 때문에 '서문'이라는 명칭이 붙었다.

## 주요 경유지
광주광역시
- 남구

## 노선
전 구간 국도 제1호선과 국가지원지방도 제60호선에 속하기 때문에 이 노선에 대한 별도 표기는 생략한다.
| 이름                       | 접속 노선                                                                   | 소재지        | 소재지        | 비고                                    |
| 영산로와 직결              | 영산로와 직결                                                               | 영산로와 직결 | 영산로와 직결 | 영산로와 직결                           |
| -------------------------- | --------------------------------------------------------------------------- | ------------- | ------------- | --------------------------------------- |
| 건덕터널                   |                                                                             | 광주광역시    | 남구          | 광주 방면 연장 280m 목포 방면 연장 260m |
| (지산 교차로)              | 산남로                                                                      | 광주광역시    | 남구          |                                         |
| 포충사입구 교차로          | 포충로                                                                      | 광주광역시    | 남구          |                                         |
| 대촌육교 지산교            |                                                                             | 광주광역시    | 남구          |                                         |
| 행암 교차로                | 효우로 임암길                                                               | 광주광역시    | 남구          |                                         |
| 화방교                     | 신효천길 효천길                                                             | 광주광역시    | 남구          |                                         |
| 효천역                     |                                                                             | 광주광역시    | 남구          |                                         |
| 송암고가 교차로            | 송암로                                                                      | 광주광역시    | 남구          |                                         |
| 효덕 교차로 (효덕지하차도) | 2순환로 효덕로                                                              | 광주광역시    | 남구          |                                         |
| 광주남부시외버스정류소     |                                                                             | 광주광역시    | 남구          |                                         |
| 주월동                     | 회서로                                                                      | 광주광역시    | 남구          |                                         |
| 백운 교차로                | 국도 제1호선 국도 제22호선 국가지원지방도 제60호선 (대남대로) 독립로 봉선로 | 광주광역시    | 남구          |                                         |

## 주요 건물 및 시설
- 광주인성고등학교 (광주광역시 남구 서문대로 390)
- 대한적십자사 광주전남혈액원 (광주광역시 남구 서문대로 406)
- 광주남부시외버스정류소 (광주광역시 남구 서문대로 637)
- 순의문 (광주광역시 남구 서문대로 722)
- 롯데슈퍼 진월점 (광주광역시 남구 서문대로 729)
- 광주진월동우체국 (광주광역시 남구 서문대로 737)